# Forcipomyia infans
Forcipomyia infans är en tvåvingeart som beskrevs av Debenham 1983. Forcipomyia infans ingår i släktet Forcipomyia och familjen svidknott. Inga underarter finns listade i Catalogue of Life.